# マザー・イン・ロウ
マザー・イン・ロウ（Mother-In-Law）は、ニューオーリンズ出身のR&Bシンガー、アーニー・ケイドーの楽曲。1961年、ミニット・レコードよりシングル盤としてリリースされた。

## 概要
1961年1月にシングル盤としてリリースとなり、同年ビルボードのポップス・チャート、R&Bチャート双方で1位を獲得した。
作詞・作曲は当時ケイドーのプロデューサーだったアラン・トゥーサン。彼は当時独身だったが、テレビでコメディアンが義理の母のジョークで受けているのを目にし、妻の母親に地獄の目にあわされる男をコミカルに描いたこの曲を書いた。
最悪な人　義理の母
彼女は俺を心配させる　義理の母
俺たちを放っておいてくれさえすれば
幸せな家庭を築けるのに
まるで地獄からやって来たみたいだ
トゥーサンは、この曲でプロデューサーを務め、ピアノも演奏した。低音ヴォーカルの「マザー・イン・ロウ」というコーラスを繰り返し、この曲を特徴づけているのは「Fortune Teller」、「Lipstick Traces (On A Cigarette)」で知られるベニー・スペルマンである。スペルマンが目立っていたため、この曲の大ヒットは誰のおかげかという論争がケイドーとスペルマンの間で起きたという。
レコーディング時、ケイドーは当初この曲を説教するように力をこめて歌った。その歌い方を気に入らなかったトゥーサンは時間の無駄であると感じ、曲が書かれた紙を丸めてゴミ箱に捨ててしまった。コーラスでレコーディングに参加していたウィリー・ハーパーはそれを拾い上げ、トゥーサンの意に沿って歌うようケイドーを説得したという。
「Mother-In-Law」は当時、日本でもキングレコードより「ままはは」の邦題でシングル盤がリリースされた。後に「いじわるのママさん」との邦題で出しなおされている。

## シングル
| 年     | 曲名                                          | レーベル名 | レコードNo. | 最高位       | 最高位  |
| 年     | 曲名                                          | レーベル名 | レコードNo. | 米国ポップス | 米国R&B |
| ------ | --------------------------------------------- | ---------- | ----------- | ------------ | ------- |
| 1961年 | A: Mother-In-Law B: Wanted, $10,000.00 Reward | Minit      | 623         | 1 —          | 1 —     |

## 参加ミュージシャン
出典：
- Ernie K-Doe アーニー・ケイドー - vocals
- Benny Spellman ベニー・スペルマン - vocals
- Willie Harper ウィリー・ハーパー - vocals[7]
- Lee Allen リー・アレン - saxophone
- Walter Kimble ウォルター・キンブル - saxophone
- Robert Parker ロバート・パーカー - saxophone
- Allen Toussaint アラン・トゥーサン - piano
- Roy Montrell ロイ・モントレル - guitar
- John Moore ジョン・ムーア - guitar
- その他トランペット、ベース、ドラムス

## 主なカバー・バージョン
大滝詠一は、1975年のアルバム『NIAGARA MOON』の中で「Mother-In-Law」を下敷きにした「楽しい夜更かし」を披露している。作詞・作曲は大滝となっているものの、実質上カバーと言っていい内容である。
| 年     | アーティスト名                 | 収録アルバム                                                                        |
| ------ | ------------------------------ | ----------------------------------------------------------------------------------- |
| 1962年 | スリーファンキーズ             | 『スリー・ファンキーズ・ヒット・パレード』 （「いじわるママさん」の名前でのカバー） |
| 1964年 | ハーマンズ・ハーミッツ         | 『Introducing Herman's Hermits』                                                    |
| 1969年 | オハイオ・プレイヤーズ         | 『Observations in Time』                                                            |
| 1994年 | ヒューイ・ルイス&ザ・ニュース  | 『バック・トゥ・ザ・ルーツ〜グレート・アメリカン・ソングス・トリビュート』          |
| 2002年 | ロッキン・ドゥプシー・ジュニア | 『Rockin' Zydeco Party』                                                            |

出典：